# Val des Vignes
Val des Vignes é uma comuna francesa na região administrativa da Nova Aquitânia, no departamento de Charente. Estende-se por uma área de 50.66 km². Em 2010 a comuna tinha 1 444 habitantes (densidade: 28,5 hab./km²).
Foi criada em 1 de janeiro de 2016, a partir da fusão das antigas comunas de Aubeville, Jurignac, Mainfonds e Péreuil.